# Monastère de Drepung
Le monastère de Drepung, également Drépung ou Drépoung [dʁepuŋ] (en tibétain : འབྲས་སྤུངས་དགོན་པ, transcription THL : drepung gönpa, translittération Wylie : 'bras spungs dgon pa, pinyin tibétain : Zhaibung), situé au pied du mont Gephel à Lhassa, est une des trois grandes universités monastiques guélougpa du Tibet. Drépung signifie « tas de riz », traduction en tibétain de son équivalent sanskrit Dhanyakataka. Les deux autres sont Ganden et Séra. Drépung était le plus grand de tous les monastères bouddhistes tibétains, et peut-être le plus grand au monde.
Il est classé depuis le 23 février 1982 dans la seconde liste des sites historiques et culturels majeurs protégés au niveau national sous le numéro de catalogue 2-27.

## Situation
Drepung est situé sur la montagne de Gambo Utse, à 5 kilomètres à l’ouest de Lhassa, il domine la Kyi chu, la rivière sacrée qui coule près de Lhassa. Il se trouve à proximité du monastère de Nechung.

## Histoire
Le monastère a été fondé en 1416 par Jamyang Chojey, un disciple direct de Je Tsongkhapa, le fondateur de l'école guélougpa. Les 2e, 3e et 4e dalaï-lama vécurent et furent enterrés à Drepung. C’est aussi à Drepung que s'établit Lobsang Gyatso, le 5e dalaï-lama avant de s'installer au palais du Potala dont il ordonna la construction pour l'administration de la théocratie tibétaine. Tulku Dragpa Gyaltsen, contemporain de Lobsang Gyatso et son équivalent hiérarchique, jusqu'à sa mort, habitait également ce monastère, dans la demeure haute (tibétain : གཟིམས་ཁང་གོང་མ, Wylie : gzims khang gong ma, THL : zim khang gongma).
En 1862, les monastères de Ganden et de Drepung (groupe nommé Gandre Drungche) s'associent avec Shatra Wangpug Gyalpo, pour renverser l'ancien régent du Tibet, le Réting Rinpoché Ngawang Yeshe Tsultrim Gyaltsen. Ce dernier est obligé de fuir au monastère de Séra, puis en Chine.
À son apogée, avant 1951, le monastère logeait 15 000 moines. Divisé en sept grands collèges - Gomang, Loseling, Deyang, Shagkor, Gyelwa ou Tosamling, Dulwa, et Ngagpa, il était pourvu d'une clinique médicale dont la responsabilité fut confiée en 1912 à Khyenrab Norbu. Connu pour le niveau élevé de ses études, il est appelé le « Nâlandâ » du Tibet, en référence à la grande université monastique bouddhiste de Nâlandâ, en Inde.
En 1618, le monastère est détruit par le roi du Tsang (Karma Phuntsok Namgyal, règne 1618 — 1620) après que celui-ci eut envahi Lhassa au plus fort de sa campagne contre les guélougpa. En 1635, il est brûlé par les Mongols. Enfin, au début du XVIIIe siècle, il est dévasté par les Dzungkar de Lajan Khan.
À la suite de la rébellion du collège de Loseling contre le 13e dalaï-lama en 1921, la soixantaine de moines arrêtés sur l'ordre de ce dernier furent confiés à la garde de diverses familles nobles après avoir été fouettés, entravés, mis à la cangue et exhibés dans Lhassa.
Selon Victor Chan, des trois grands monastères de Lhassa, Drépoung fut celui qui eut le moins à souffrir de la révolution culturelle, les chapelles intérieures demeurant dans l'ensemble indemnes. Visitant le monastère au printemps 1986, l'alpiniste français Yvon Denard rapporte que Drepung, à l'instar de Séra, a été « à peu près respecté par les gardes rouges » et qu'il est « restauré et entretenu ». Il note également que le monastère, tout comme Séra, ressemble un peu à une ville morte en raison de la réduction draconienne du nombre de moines, lequel est passé de 7 700 à 230.
D'après un ouvrage de 2002 la population au monastère située au Tibet était alors beaucoup plus restreinte avec simplement quelques centaines de moines, en raison de la restriction de la population monastique imposée par le gouvernement qui contrôle sévèrement les monastères.

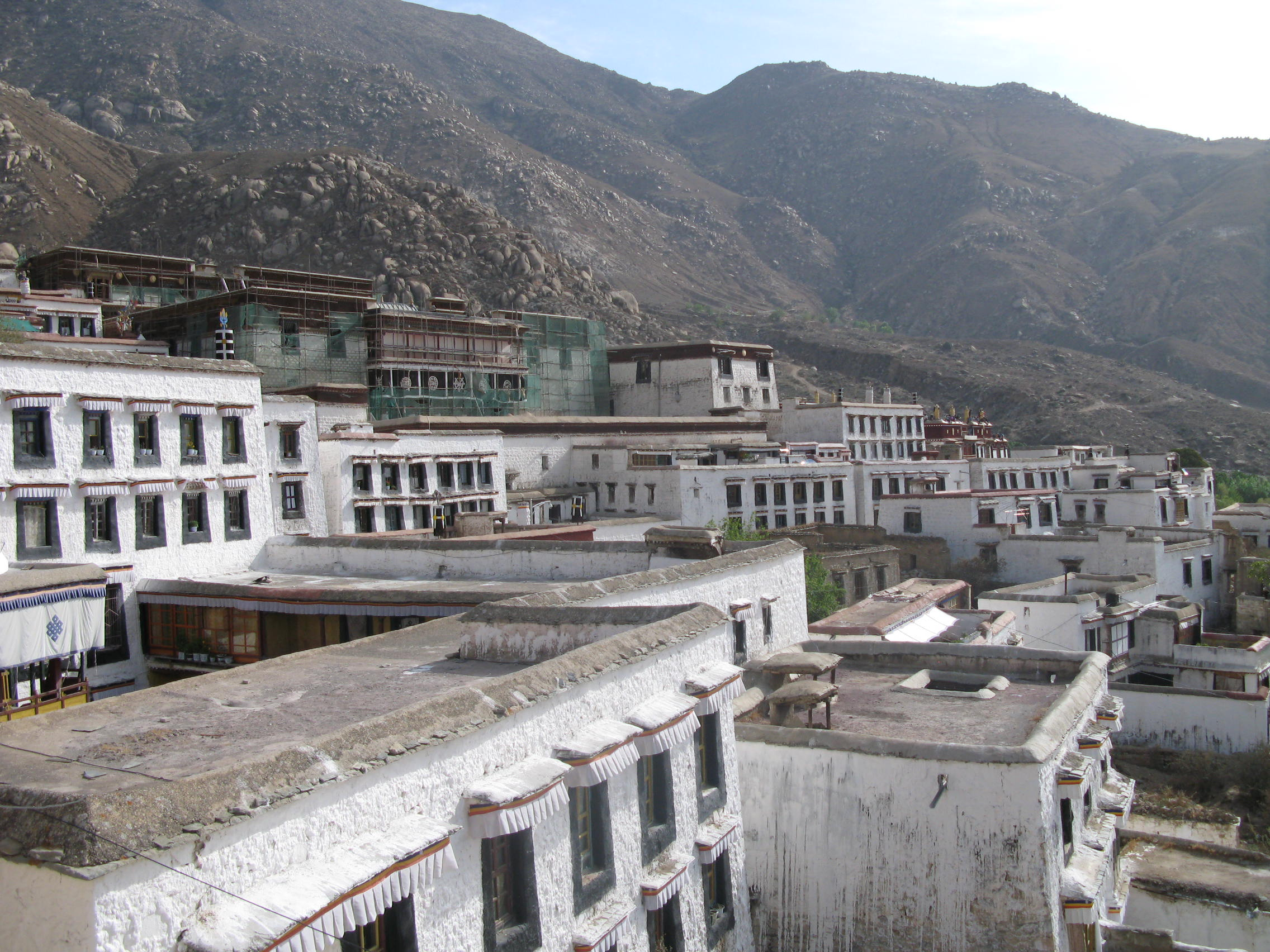
Vue d'ensemble du monastère.
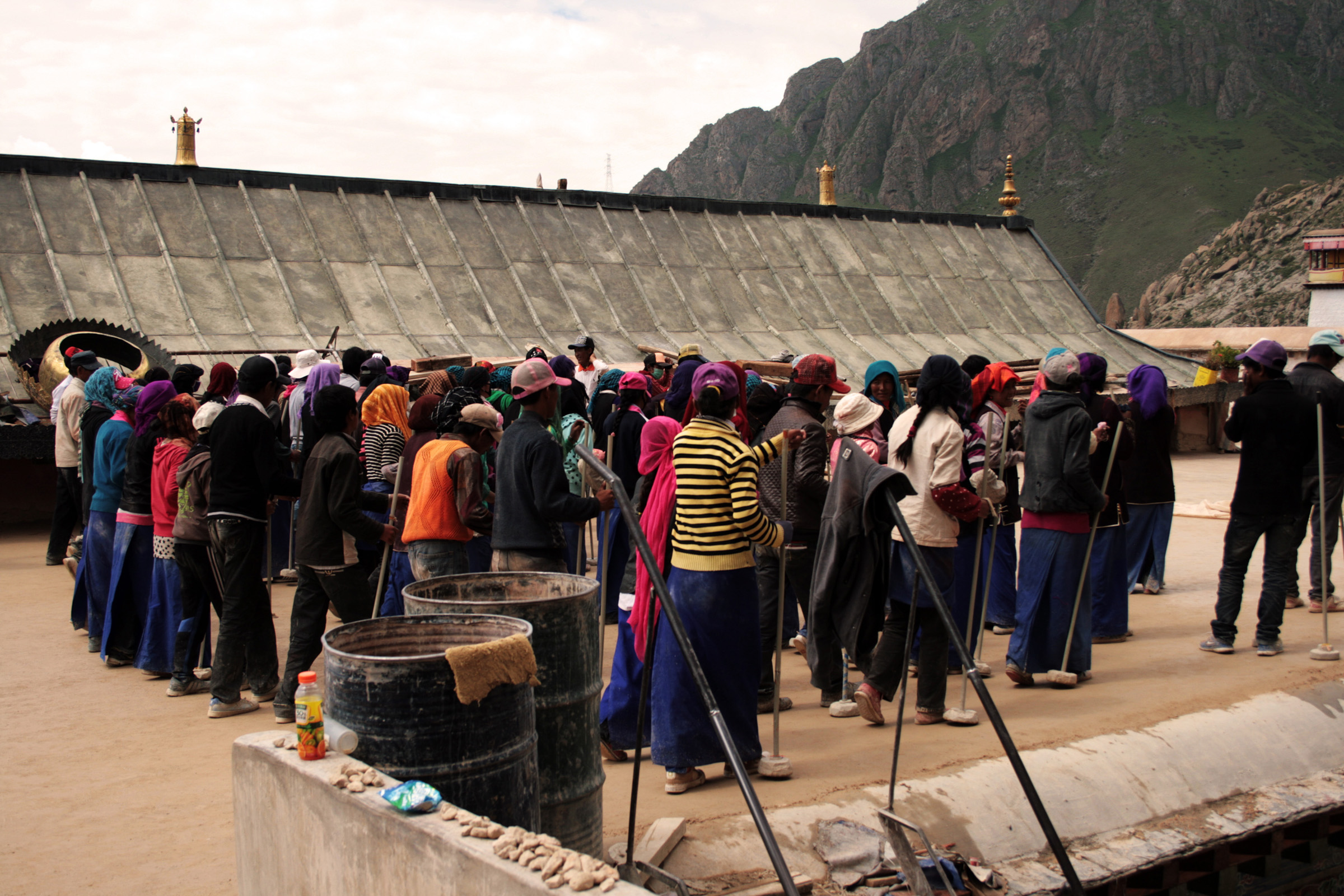
Construction en argile a-ga.
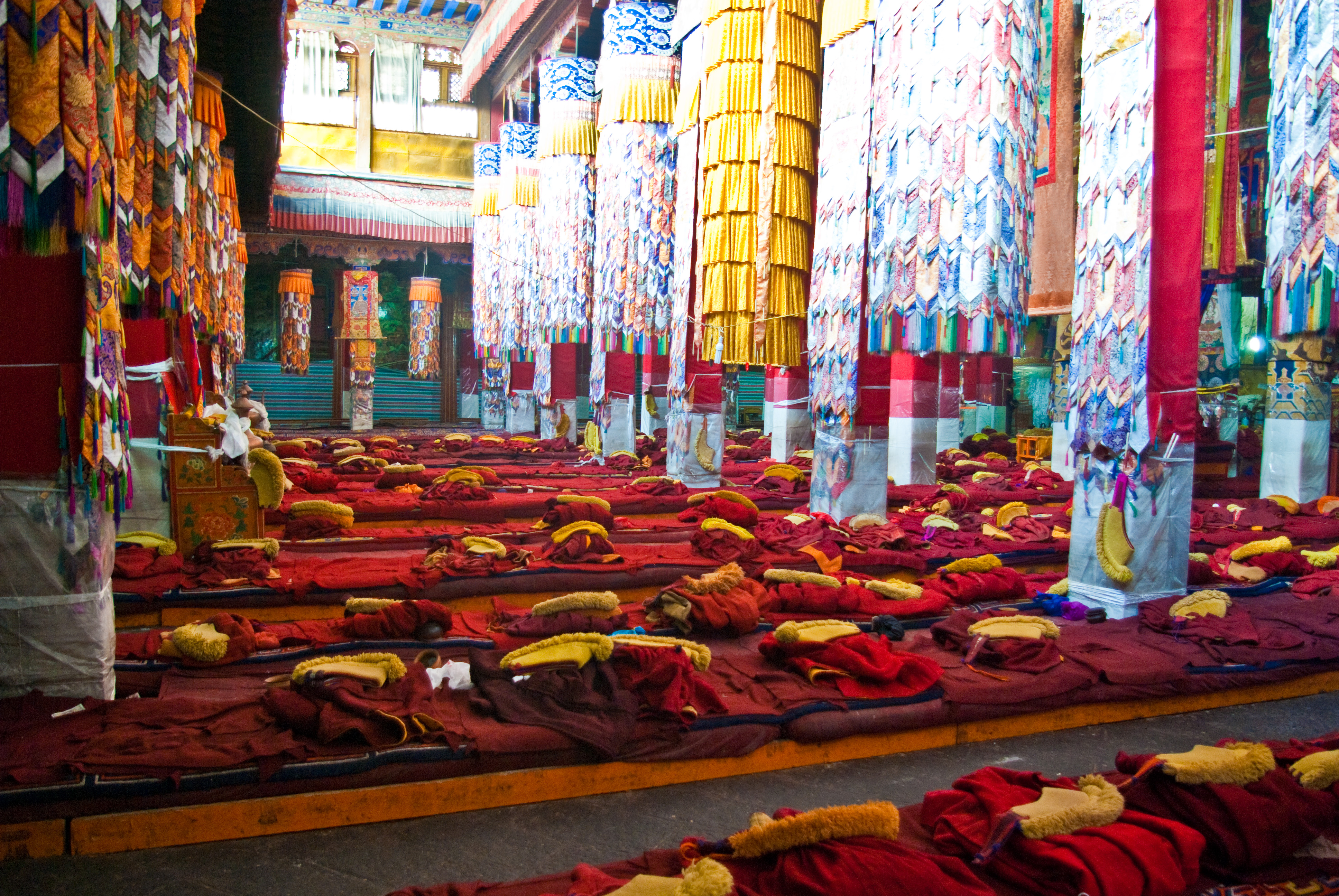
Salle de prière.
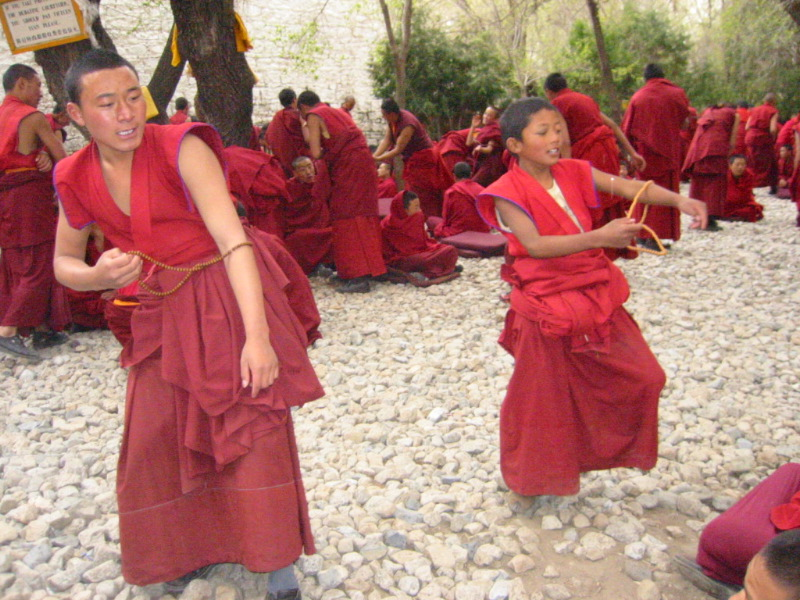
Joutes verbales de jeunes moines.
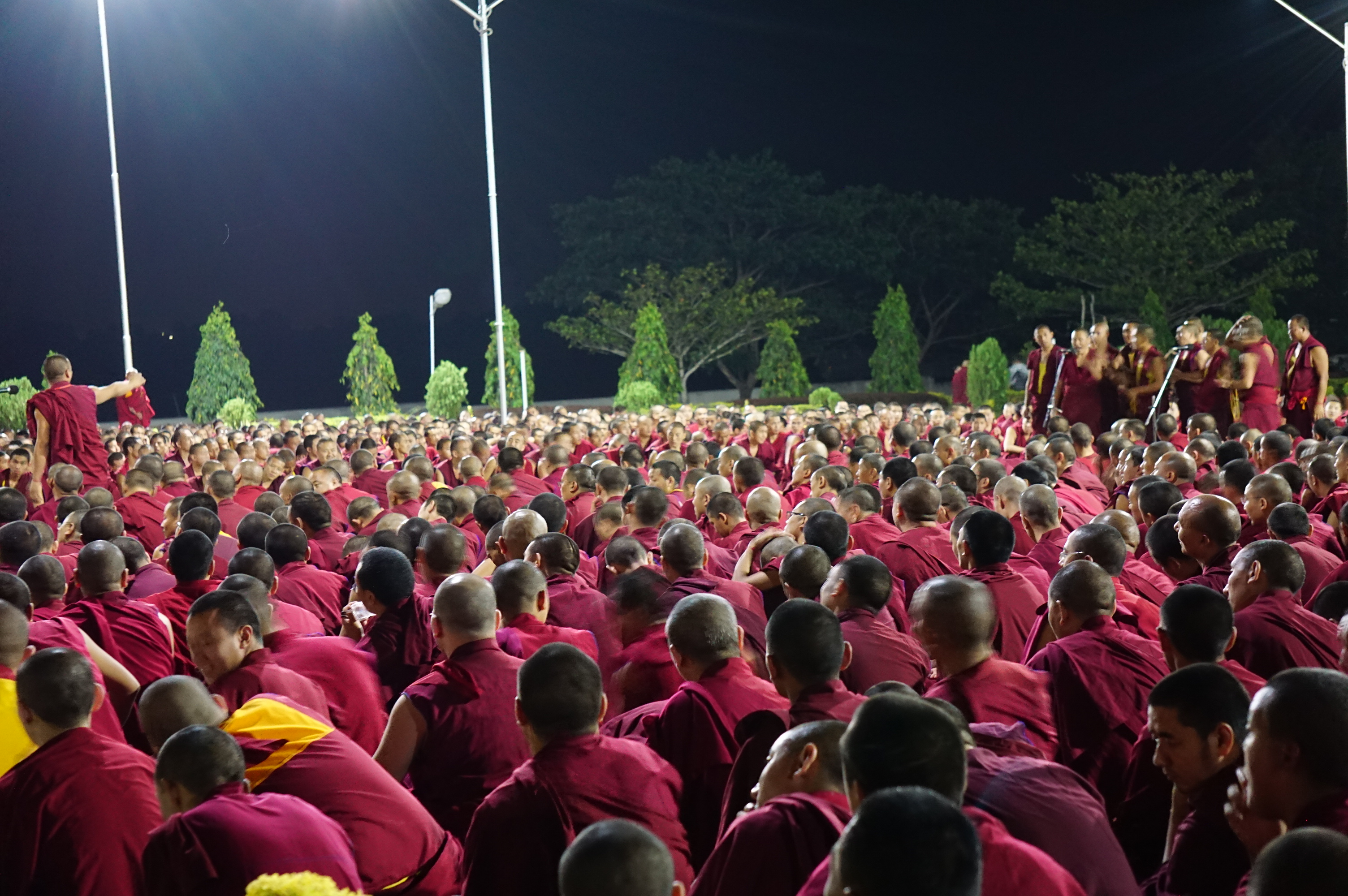
Débats la nuit en 2017.

## Répression

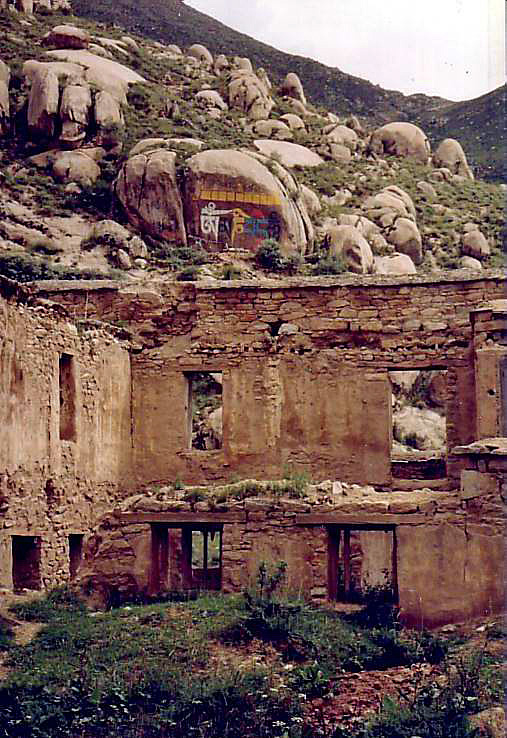
Photo datant de 1993 d'une partie en ruines.

Ngawang Phulchung est un moine du monastère de Drepung, condamné en 1989 pour avoir, en particulier, diffusé la traduction en tibétain de la déclaration universelle des droits de l'homme, considérée par le gouvernement comme une « littérature subversive ». Il a été libéré en 2007 après avoir passé plus de 18 ans en prison.
L’intensification de la « campagne de rééducation patriotique », exigeant des moines tibétains qu’ils dénoncent le dalaï-lama, fut à l’origine de fortes tension fin 2005. Selon le Centre tibétain pour les droits de l'homme et la démocratie, en octobre et novembre 2005, les responsables chinois ont mené une campagne « d’éducation patriotique » au monastère. Le 23 novembre 2005, les moines refusèrent de dénoncer le dalaï-lama comme « séparatiste ». Cinq d’entre eux furent expulsés du monastère et emprisonnés. Le 25 novembre, plus de 400 moines se sont assis dans la cour du monastère, manifestant leur solidarité. Un contingent de militaires a alors investi le monastère, sévèrement battu les moines qui résistaient, et instauré un blocus. Deux moines seraient morts, soixante-dix auraient été battus et emprisonnés.
Après la remise de Médaille d'or du Congrès américain à Tenzin Gyatso, le 14e dalaï lama, les moines de Drepung et de Nechung ont voulu célébrer l'événement. Ils se sont heurtés à 3000 policiers de l'armée du peuple pendant 4 jours, et de nombreux moines ont été blessés et arrêtés,.
En 2006, le parlement européen adopte une résolution demandant à la Chine des explications pour différents cas de tortures concernant
- Un moine tibétain, Ngawang Jangchub, est décédé en octobre 2005 dans le monastère de Drepung durant une session "d'éducation patriotique".
- Les cinq autres moines tibétains du monastère de Drepung eux aussi arrêtés en 2005, et incarcérés qui auraient probablement été torturés.

En décembre 2008, à la suite des troubles au Tibet en mars 2008, le monastère de Drepung passe sous contrôle des moines du monastère de Tashilhunpo à Shigatsé. Selon le gouvernement tibétain en exil, des séances de rééducation se déroulent au monastère, tout juste rouvert en milieu d'année 2009.

## Exposition du grand thangka
Dans son livre Lhassa : le Tibet disparu, Heinrich Harrer indique que chaque année, avant 1951, avait lieu, lors de la fête de Shutun, le déploiement d'un thangka, un des plus imposants du Tibet après ceux du Potala lors du nouvel an. Faute de mur-écran comme à Lhassa ou de bâtiment-écran comme à Shigatsé, ce grand thangka était déployé (par beau temps) sur un versant à l'ouest du monastère puis dévoilé lorsque le soleil éclairait le versant,.

## Autre établissement de Drepung en Inde
L'établissement a continué sa tradition en exil en Inde du Sud, se relocalisant à Mundgod dans le Karnataka, dans un espace donné à la communauté tibétaine en exil par le premier ministre Nehru. Le monastère en Inde loge aujourd'hui plus de cinq mille moines, avec 3000 à Drepung Loseling et 2000 à Drepung Gomang. Des centaines de nouveaux moines sont admis tous les ans, bon nombre d'entre eux sont des réfugiés du Tibet.